# Raúl García (zapaśnik)
Raúl García Méndez (ur. 25 grudnia 1943 w Meksyku) – meksykański zapaśnik walczący w stylu wolnym. Dwukrotny olimpijczyk. Odpadł w eliminacjach turnieju w Meksyku 1968 i Monachium 1972. Walczył w wadze 87–90 kg.
Brązowy medalista igrzysk panamerykańskich w 1971 i 1979; czwarty w 1967 i piąty w 1975. Trzykrotny srebrny medalista igrzysk Ameryki Środkowej i Karaibów, w latach 1970 – 1978 roku.

## Letnie Igrzyska Olimpijskie 1968
| Konkurencja              | Walki                          | Walki                        | Klas. końcowa |
| Konkurencja              | Pierwsza runda                 | Druga runda                  | Miejsce       |
| ------------------------ | ------------------------------ | ---------------------------- | ------------- |
| styl wolny, waga średnia | Jean-Marie Chardonnens (SUI) P | Dżigdżidijn Mönchbat (MGL) P | druga runda   |

## Letnie Igrzyska Olimpijskie 1972
| Konkurencja                | Walki                  | Walki                | Walki                    | Klas. końcowa |
| Konkurencja                | Pierwsza runda         | Druga runda          | Trzecia runda            | Miejsce       |
| -------------------------- | ---------------------- | -------------------- | ------------------------ | ------------- |
| styl wolny, waga półciężka | Alioune Camara (SEN) W | Ben Peterson (USA) P | Paweł Kurczewski (POL) P | trzecia runda |